# Hibiscus partitus
Hibiscus partitus là một loài thực vật có hoa trong họ Cẩm quỳ. Loài này được (Hochr.) F.D. Wilson mô tả khoa học đầu tiên năm 1999.